# 9B (serie de televisión)
9B era una serie de televisión dramática canadiense, que se emitió en la televisión de CBC como una película para televisión en 1986, antes de ser adaptado en una serie dramática de corto plazo en 1989.
La serie protagonizada por Robert Wisden como Bob Dawson, un profesor en un pequeño pueblo en el norte de la Columbia Británica que se le asigna a la clase del "problema" a los estudiantes, y los inscribe en un drama de la competencia para alentar a que tomen más en serio su educación. El reparto también incluye Ron White, Sheila McCarthy, Nicole de Boer, Vannicola Joanne, Rachael Crawford, Robyn Stevan, Trevor Smith y Gordon Michael Woolvett.
La serie ganó varios premios Gemini nominaciones a los Premios Gemini 1989 , incluyendo Mejor Serie Dramática , Mejor Dirección de una Serie Dramática y Mejor Serie de Comedia, Mejor Actor Principal en un drama de Robert Wisden y Mejor Actriz en un Drama para Joanne Vannicola.
La serie fue filmada en Fort Nelson, British Columbia.